# Neurocordulia michaeli
Neurocordulia michaeli là một loài chuồn chuồn ngô thuộc họ Corduliidae. Chúng được tìm thấy ở Canada và Hoa Kỳ. Môi trường sống tự nhiên của nó là các con sông.